# سيزار كامارغو ماريانو
سيزار كامارغو ماريانو (بالبرتغالية: César Camargo Mariano‏) هو عازف جاز ومنتج أسطوانات وملحن وعازف بيانو برازيلي، ولد في 19 سبتمبر 1943 في ساو باولو في البرازيل.

## وصلات خارجية
- الموقع الرسمي
- سيزار كامارغو ماريانو على موقع IMDb (الإنجليزية)
- سيزار كامارغو ماريانو على موقع ميوزك برينز (الإنجليزية)
- سيزار كامارغو ماريانو على موقع أول ميوزيك (الإنجليزية)
- سيزار كامارغو ماريانو على موقع ديسكوغز (الإنجليزية)
- سيزار كامارغو ماريانو على موقع قاعدة بيانات الفيلم (الإنجليزية)